# 瓦莱德龙萨
瓦莱德龙萨（法語：Vallée-de-Ronsard，法語發音：[vale də ʁɔ̃saʁ]）是法国卢瓦-谢尔省的一个市镇，属于旺多姆区。该市镇于2019年由原市镇卢瓦河畔库蒂尔和特雷埃合并而成，行政中心位于卢瓦河畔库蒂尔。

## 地名
“瓦莱德龙萨”（Vallée-de-Ronsard）一名在法语中意为“龙萨之谷”。“龙萨”即法国诗人皮埃尔·德·龙萨，其出生于该市镇内的卢瓦河畔库蒂尔。

## 地理
瓦莱德龙萨（47°42'2"N, 0°41'22"E）面积19.95 平方千米，位于法国中央-卢瓦尔河谷大区卢瓦-谢尔省，该省份为法国中北部省份，北起厄尔-卢瓦省，东北接卢瓦雷省，东南接谢尔省，南至安德尔省，西南接安德尔-卢瓦尔省，西北接萨尔特省。
与瓦莱德龙萨接壤的市镇（或旧市镇、城区）包括：卢瓦昂瓦莱、苏热、阿尔坦、莱塞萨尔、蒙特鲁沃、维勒迪约堡、卢瓦河畔拉沙尔特。
瓦莱德龙萨的时区为UTC+01:00、UTC+02:00（夏令时）。

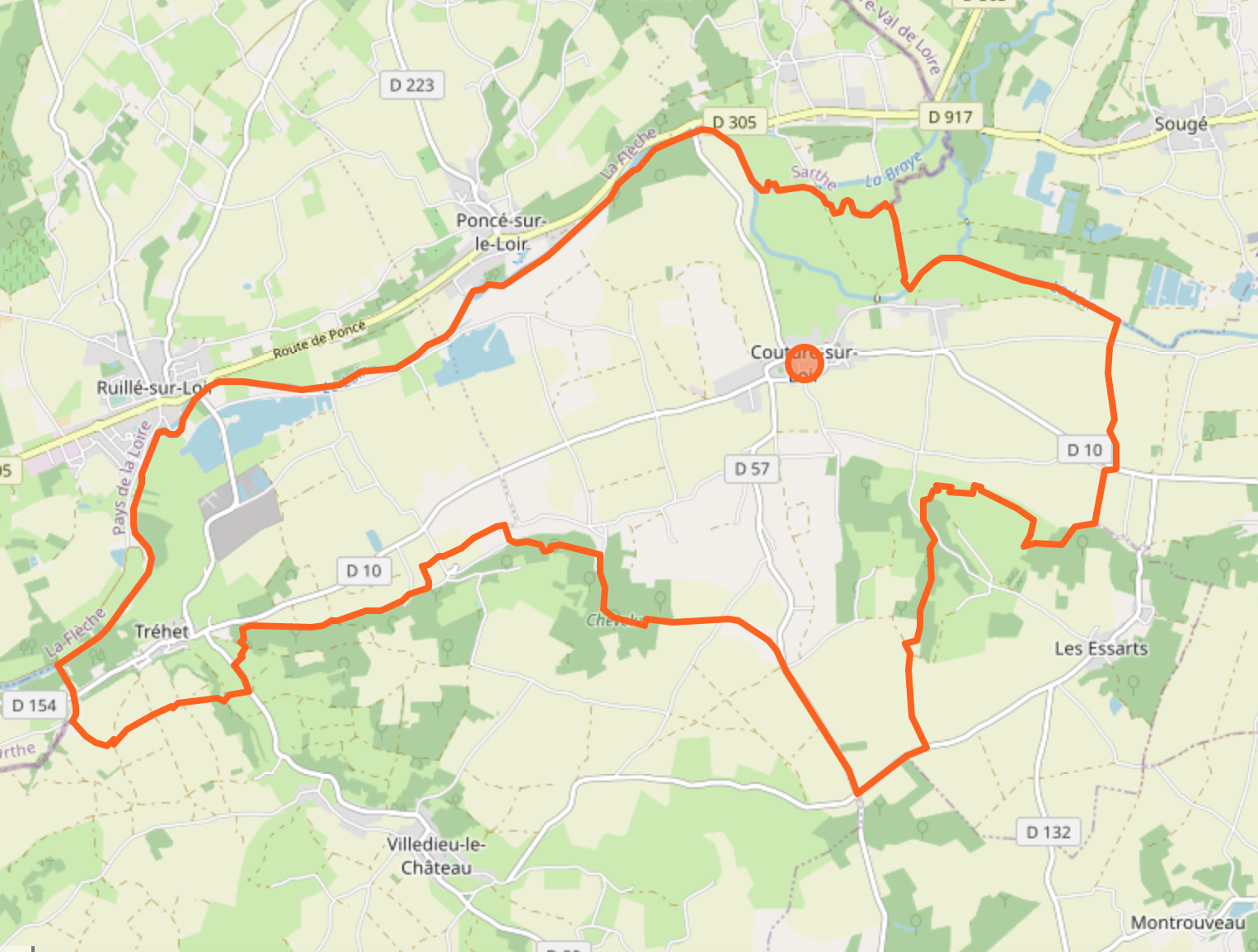
瓦莱德龙萨的OSM定位图

## 行政
瓦莱德龙萨的邮政编码为41800，INSEE市镇编码为41070。

## 政治
瓦莱德龙萨所属的省级选区为卢瓦河畔蒙图瓦尔县。

## 人口
瓦莱德龙萨于2022年1月1日时的人口数量为527人。